# Polymeridium proponens
Polymeridium proponens är en lavart som först beskrevs av William Nylander, och fick sitt nu gällande namn av R. C. Harris. 
Polymeridium proponens ingår i släktet Polymeridium och familjen Trypetheliaceae.   Inga underarter finns listade i Catalogue of Life.